# Дуракам везёт
«Дуракам везёт» (англ. Only Fools and Horses) — британский ситком, придуманный и снятый Джоном Салливаном. Впервые был показан на канале BBC One с 1981 по 1991 годы.
Перевод названия сериала с английского «ONLY FOOLS AND HORSES» (окончание заглавной песни сериала, в контексте «… But here’s the one that’s driving me berserk: Why do only fools and horses work?» («…Но вот что меня действительно бесит: Почему работают только дураки и лошади?»)) на русский как «ДУРАКАМ ВЕЗЁТ» не совсем корректен. Если придерживаться подстрочника, то духу сериала больше отвечает что-то вроде «Только дураки работают» или «Дураков работа любит». Кстати, в странах, где сделали ремейки «ONLY FOOLS AND HORSES» (Нидерланды, Португалия и Словения), сериал получал названия «Сколько стоит?», «Подозрительные делишки» и «Брат брату».
В финальных титрах перед перечислением актёров обыгрывается другой фразеологизм «horsing about..» дурака валяли..
В каждом сезоне 6-7 серий, и специальные Рождественские выпуски. Последним эпизодом который шёл в рамке сезонов был: «Time On Our Hands». После относительно медленного начала показ последовательно достиг высоких оценок, а эпизод «Время на наших руках» («Time On Our Hands», 1996) собрал самую обширную британскую аудиторию.

## Сюжет
Действие происходит во Внутреннем Лондоне, в районе Пэкхема. Главную роль играет Дэвид Джейсон — он честолюбивый рыночный торгаш по имени Дерек «Дэл» Тротерр (Derek «Del Boy» Trotter). В роли его младшего брата Родни (Rodney) выступает актёр Николас Линдхёрст. Роль стареющего дедушки исполняет Леннард Пирс, который был позже заменённый Бастером Мэррифилдом. Сериал рассказывает о жизни простых жителей Лондона, которые готовы любыми путями разбогатеть, хитро преступая закон. Родни, более глупый и законопослушный, всегда попадается на уловки старшего брата, а дед (или дядя) в роли хитрого жулика обычно пытается помочь Дереку, хотя почти всегда остаётся в нейтральной позиции.
Сериал, признанный критиками, получил ряд многочисленных наград, включая признание от британской академии, награду национального телевидения (National Television Awards) и королевского телевизионного общества (Royal Television Society). Отдельных почестей удостоены так же Салливан (создатель сериала) и Джейсон (исполнитель роли Дэла). Этот сериал оказал также значительное влияние на британскую культуру, внеся некоторые слова и фразы в разговорный английский язык.

## Сценарий
Дерек «Мальчик Дэл» Троттер (Джейсон, Дэвид), типичный говорливый рыночный торговец кокни. Он живёт в квартире в высотном блоке (Nelson Mandela House) в районе Пекхэма (en:Peckham), Южный Лондон (на самом деле съёмки проходили в Harlech Tower в Актоне, а позднее в Бристоле) вместе с младшим братом Родни (en:Nicholas Lyndhurst) и дедушкой (en:Lennard Pearce). Мать братьев Джоана умерла, когда Родни был ещё совсем маленьким, а их отец Рег скрылся вскоре после смерти своей жены, удачно сбросив ответственность на Дэла и оставив его главой семьи. Несмотря на различие в возрасте, братья повсюду вместе. Фильм сосредотачивается на их безуспешных попытках разбогатеть — «На сей раз в следующем году, мы будем миллионерами», как часто говорит Дэл. Богатство по его мнению должны принести перекупка незаконных товаров, часто низкого качества, таких как российские армейские видеокамеры, люминесцентная жёлтая краска и секс-куклы, заполненные взрывчатым газом. Большинство их сделок настолько изворотливы, что обычно приводят к неприятным последствиям, а это важный фактор в производстве симпатии к характерам. Братья имеют незарегистрированную компанию «Независимые торговцы Троттеры»(Trotters Independent Traders). Они торгуют прежде всего на чёрном рынке и, естественно, вообще не платят налогов; поскольку Дэл говорит, что «правительство ничего не даёт нам, таким образом мы ничего не даём правительству». Также у них есть неряшливый трёхколёсный фургон, и они являются постоянными клиентами в местной пивнушке «Лошадиная голова» (The Nag’s Head).
Оригинал сериала «Только дураки и лошади» шёл в 1981—1984 гг. Первоначально Дэл, Родни и Дедушка были единственными и постоянными действующими лицами показа. Позже появились дворник Триггер (Роджер Ллойд-Пэк), снобистский продавец подержанных машин Боси (en:John Challis) и его жена Марлен (en:Sue Holderness). Главный владелец «Лошадиной Головы» Майк (en:Kenneth MacDonald), юный Мики Пирс (en:Patrick Murray) и водитель грузовика Дензил (en:Paul Barber). Эти роли добавили юмора, делаясь популярными в их собственных курьёзах, хотя показ фильма сосредоточен вокруг торговцев Троттеров. Поскольку успех сериал прогрессировал, расширились и сюжетные линии, приведя к ещё большему росту популярности сериала. Автор Джон Салливан не испугался смешать комедию с драмой. Ранние эпизоды, с немногими сюжетными линиями, были в значительной степени отдалены друг от друга, однако впоследствии продолжающееся эпизоды выкристаллизовались в завершённую историю.
Дедушка "заболел и умер" после смерти исполнявшего его роль актёра (Lennard Pearce), таким образом на сцену выходит дядя дедушки — его брат Альберт, так восстанавливается трио поколений Троттеров. После долгих лет бесплодного поиска (подходящей женщины) Дэл и Родни находят настоящую любовь в лице Ракель (en:Tessa Peake-Jones) и Кассандры (en:Gwyneth Strong), соответственно. У Дэла есть сын от Ракель, Дамьен (играемый пятью актёрами, последний раз это Ben Smith). Родни и Кассандра поженились, развелись и затем снова сошлись.
Кассандра долго не может родить, но в конечном счёте и у неё с Родни появляется ребёнок. Позже Родни узнаёт, кем был его реальный отец. Торговцы Троттеры наконец становятся миллионерами, прежде, чем они снова всё потеряют и затем вернут себе часть богатства назад. Развитие характеров в сериале необычно, поскольку большинство персонажей мало приспосабливается к изменениям.
Юмор возникает из взаимодействия между Дэлом и Родни, он является ключевым. Они смешны в их индивидуальности.
Смешно показаны отдельные черты характеров, такие как нехватка культуры у Дэла, несмотря на все его претензии, общая ненормальность Дедушки и необузданный снобизм Боси. Дэл неправильно употребляет французские фразы, однако претендует быть «yuppy». Натуру Родни можно описать как «plonker» (недалекий дурачок) в их отношениях с Дэлом.

## История
В 1980 году Джон Салливан (John Sullivan) — сценарист по контракту в Би-би-си, уже написал успешную комедию «Гражданин Смит» и искал новый проект. Его первоначальная идея комедии о мире футбола была уже отвергнута Би-би-си, в то время как идея комедии, сосредотачивающейся вокруг торговцев рынка кокни в рабочем классе в современном Лондоне, была одобрена. В возрасте 64 лет, 23 апреля 2011 года Джон Салливан умер от воспаления лёгких, которым он страдал в течение нескольких недель.

## Основные действующие лица

### Del Boy (David Jason)
Del Boy (David Jason) — типичный рыночный торговец. Дэл продал бы хоть что-нибудь любому, лишь бы заработать деньги. Именно он является движущей силой в попытках Троттеров стать богатыми. Проницательный, сознательный и уверенный в себе, но не обладающий достаточным разумом для достижения целей и удовлетворения своих высоких амбиции, он неизменно попадает впросак. Культурные претензии Дэла лучше всего показаны в его использовании неточных французских фраз. Однако у него были покоряющие зрителя особенности, его можно описать как «милого неудачника», он предан и лоялен своей семье. Он самостоятельно заботится о Родни и дедушке 16 лет. Одновременно это обстоятельство даёт ему возможность эмоционально шантажировать Родни воспоминаниями об их матери. Он часто пытается управлять Родни словами «На смертельном одре мама сказала мне…». Он также попытался вмешаться в личную жизнь его брата, к большому раздражению последнего. Якобы нравящийся женщинам, Дэл никак не мог успокоиться, пока не встретил Ракель, которая родила ему сына (Дамьен).

### Rodney (Nicholas Lyndhurst)
Rodney (Nicholas Lyndhurst) — антипод Дэла: наивный, намного моложе и легко поддающийся влиянию, однако интеллектуально более одарённый (два школьных диплома). Rodney, осиротевший в ранней юности, был воспитан Дэлом. Родни представляется как лакей и партнёр Дэла, обязанности которого включают высматривать полицейских на рынке и чистка фургона. Основная часть конфликта между двумя братьями заключается в неприязни Родни к уверенности Дэла, и его (Родни) неудачных попыток получить большую независимость через подруг. Родни не полноценно счастлив после бракосочетания с Кассандрой и временами пытается работать на её отца. Салливан создавал образ Родни на своем собственном опыте: он так же имел старшего родного брата и, как Родни, утверждает, что был мечтателем и идеалистом в его юности.

### Дедушка (Lennard Pearce)
Дедушка (Lennard Pearce) — был добавлен, чтобы уравновесить три поколения и добавить «голос старшего поколения». Потрепанный и ненормальный, он иногда показывает острый ум. Дедушка редко оставлял квартиру, а также появлялся без фетровой шляпы и всегда умел портить блюда, которые он готовил. Леннард Пирс умер в 1984 г., в период съёмок четвёртого сезона, и Салливан написал новый эпизод - «Напряжённые Отношения», которые показали похороны Дедушки.

### Дядя Albert (Buster Merryfield)
Дядя Albert (Buster Merryfield): Вскоре после смерти Леннарда Пирса было решено добавить нового старшего члена семьи — Дядю Альберта — давно потерянного брата дедушки. Мэррифилд был в то время неопытным (любительским) актёром, но был отобран, потому что он, как казалось, хорошо подходил под описание старого моряка (с его отличительной белой бородой «Капитана Зоркий Сокол».) Альберт появился сначала на похоронах дедушки, и в конечном счёте сблизился с Дэлом и Родни. Его многоречивые анекдоты о его участии в военных событиях с Королевским флотом стали одной из изюминок показа.